# XEJP-AM
XEJP-AM es una estación de radio que opera desde la Ciudad de México. Su señal es transmitida a través de la frecuencia 1150 kHz. La empresa es propiedad de  Grupo ACUSTIK al nombre de "Arre en ACUSTIK".

## Historia

### Radio Variedades
En 1936, se le otorgó la concesión de XEJP a Salvador Monterrubio R., con la finalidad de que creara una estación en la banda 1130 kHz, por lo que su programación comenzó a ser difundida a partir del 15 de septiembre de 1955 y fue hasta 1964 cuando la frecuencia adquirió un formato llamado Radio Variedades, en el cual se podía escuchar música en español.

### Cambio de Formato e intercambio de siglas de Radio Variedades a Formato 21
En 1996, Radio Variedades y XEJP se trasladaron a 1320 kHz, por lo que 1150 kHz se convirtió en XECMQ-AM, en donde se transmitía Formato 21.

### Cambio de formato y regreso de siglas XEJP-AM de Formato 21 a Él Fonógrafo
En octubre de 2001, 1150 kHz y 790 kHz intercambiaron sus segmentos. Formato 21 se fue a 790 kHz, mientras que 1150 kHz adoptó el programa de español antiguo titulado El Fonógrafo que se emitía en 790 kHz. 

### La reorganización de emisoras deGrupo Radio Centroy Cierre de Transmisiones de XEJP-AM
Por otro lado, en 2017, Grupo Radio Centro hizo una reorganización en todas sus estaciones de radio, por lo que algunas tuvieron que ser cerradas, mientras que en otras se abrieron nuevos espacios musicales e informativos.
El Fonógrafo se mudó a XEN-AM 690, transmitiendo su programación desde las 10:00 horas hasta las 00:00 horas. Sin embargo, XEJP se quedó en silencio.
Tiempo después, El Fonógrafo se volvió nuevamente en un programa de 24 horas con una transmisión en línea y solo por HD Radio, pero fue suspendido después de que un incendio afectara a Grupo Radio Centro.

### El Reinicio de Transmisiones de XEJP-AM y Lanzamiento de Grupo ACUSTIK y ACUSTIK Radio
En enero de 2019, el Instituto Federal de Telecomunicaciones (IFT) aprobó que Grupo Radio Centro duplicara XEJP con XEN en su sitio de transmisor San Miguel Teotongo y redujo la potencia diurna de 50 000 a 20 000 vatios.
El 6 de agosto de 2019, XEJP comenzó a operar reanudando la programación regular como una estación nueva de Radio Acustik la cual puede ser escuchada a través de la frecuencia 1150 AM en Ciudad de México o su página de internet.
El 2 de septiembre de 2019, Acustik abrió otras dos estaciones de Radio Centro AM, XEUNO-AM en Guadalajara y XEMN-AM en Monterrey. 
A finales de julio de 2021 XEJP-AM salió al aire por razones poco claras. 6 meses después entre el 31 de diciembre de 2021 y El 1 de enero de 2022 XEJP regresó al aire después de solucionar el problema

## Formatos de la emisora

### Formatos que dirigióGrupo Radio Centro(1955-2017)
Estos son los formatos que dirigió Grupo Radio Centro desde 1955 hasta 2017
"Radio Variedades” (1955-1996)
"Formato 21” (1996-2001)
"El Fonógrafo” (2001-2017)

### Formato que dirige Grupo ACUSTIK desde su lanzamiento en 2019
Este es el formato que dirige Grupo ACUSTIK desde 2019 hasta la fecha
"Arre en ACUSTIK"